# You're Better Off Dead!
You're Better Off Dead! è un singolo del gruppo melodic death metal finlandese Children of Bodom, pubblicato nel 2002 ed estratto dall'album Hate Crew Deathroll.

## Tracce
1. You're Better Off Dead!
2. Somebody Put Something in My Drink (Ramones cover)

## Classifiche
| Classifica (2002) | Posizione massima |
| ----------------- | ----------------- |
| Finlandia         | 1                 |